# VDO
Pour les articles homonymes, voir VDO (homonymie).

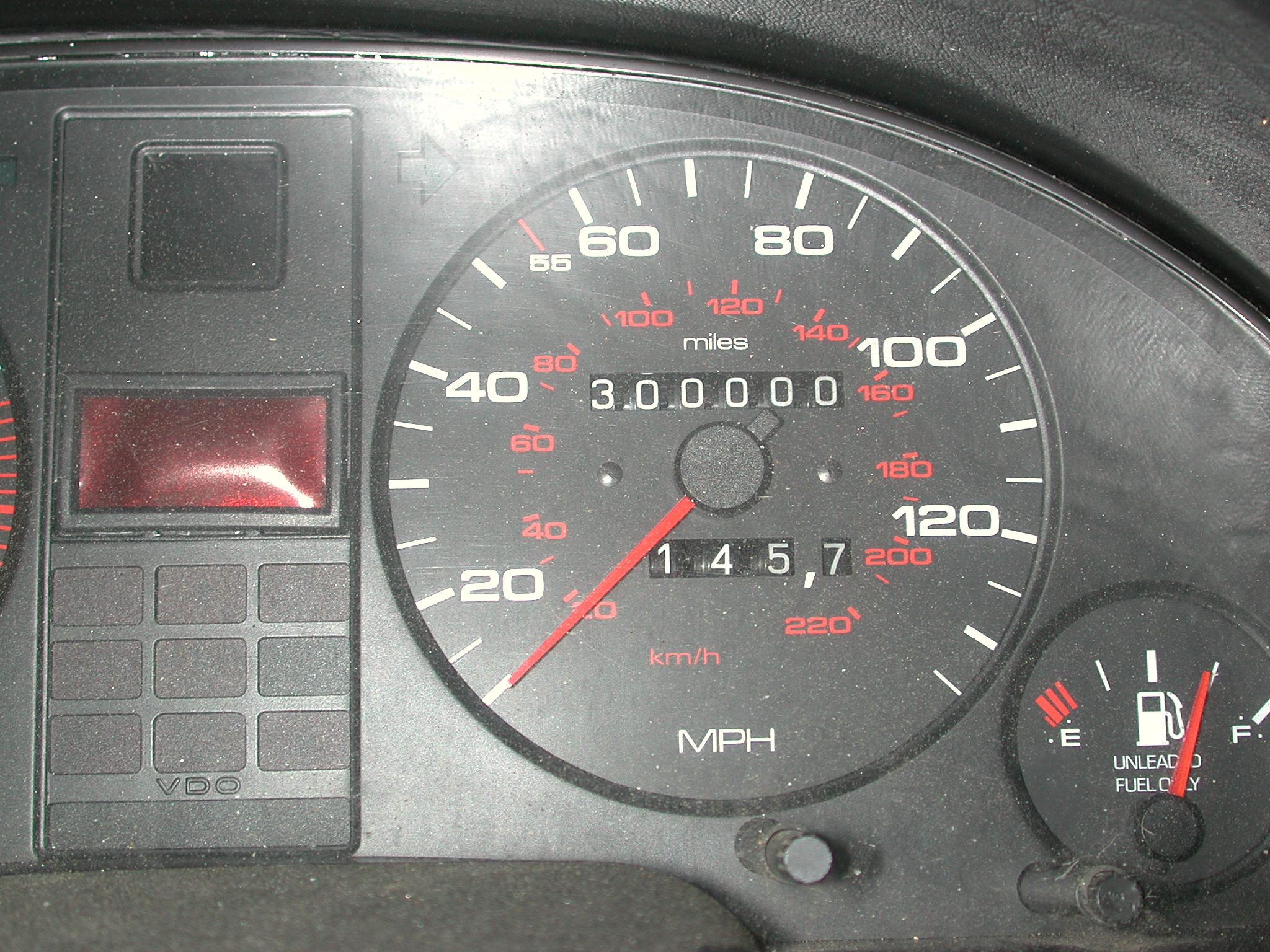
VDO compteur kilométrique à 300000 miles dans une Audi 90 Quattro modèle 198

VDO est une marque de Continental Corporation. Les produits de cette marque comprennent l'électronique automobile, la mécatronique pour le groupe motopropulseur, le système de gestion du moteur et l'injection de carburant, une gamme complète de compteur de vitesse, gestion des données et de télématique.

## Historique
VDO a été fondée par Adolf Schindling (de). Elle est née de la fusion entre DEUTA (Deutsche Tachometer-Werke GmbH, anglais : German Speedometer Works, Ltd.) et OTA Apparate GmbH (Offenbacher Tachometer-Werke GmbH manuel, en anglais : (Ville de) Offenbach Speedometer Works, Ltd.) dans la ville allemande de Francfort-sur-le-Main en 1929. VDO est l'acronyme de "Vereinigte DEUTA - OTA, anglais : United DEUTA - OTA."
En 1991, la société a été acquise par Mannesmann. En 1999, Mannesmann est lui-même acquis par Vodafone et VDO a été mise en vente. En 2000, la société a été rachetée par Siemens et de la rebaptise Siemens VDO.
Le 28 août 2007, VDO a été acquise par Continental AG pour 11,4 milliards d'euros. Le New York Times a noté que ce mouvement de Continental est intervenu au pire moment de l'histoire de l'industrie des équipementiers automobile des États-Unis.

## Distribution
En Belgique, VDO était distribué par des partenaires agréés comme l’entreprise familiale Rauwers, active sur ce marché depuis les années 1930.